# BE・LOVE
『BE・LOVE』（ビー・ラブ）は、講談社発行の女性向け漫画雑誌。毎月1日に発売。
1979年9月に発行された『週刊ヤングレディ増刊 漫画特集BE・LOVE』が前身。1980年10月、月刊漫画雑誌として創刊。1982年5月、月2回刊となるが、2019年現在は月刊に戻っている。一時、誌名も『BE in LOVE』（ビー・ラブ）だったが、後に現在の『BE・LOVE』へ。大人の女性を対象とする作品を掲載しており、講談社は2006年時点で30代・40代女性の読者が多いと謳っており、2020年現在の読者は40代・50代女性が中心となっている。

## 変遷
- 1979年 - 『週刊ヤングレディ増刊 漫画特集BE・LOVE』（9月18日発行）創刊。
- 1980年 - 10月、創刊号（11月号）が発売。月刊。
- 1982年 - 5月、月2回刊に変更（6月1日号から）。発売日は毎月第1・3火曜日。
- 1987年 - 12月発売の1988年1号から、発売日を毎月1日・15日に変更。
- 2018年 - 2019年2月号（2018年12月28日発売）より月刊化。発売日は毎月1日のみになる[4]。
- 2021年 - 12月、累計部数が2億部を突破[5]。

## 歴代編集長
- 工富保[6]
- 米村昌幸[7]
- 笠井俊純[2]

## 掲載作品

### 連載中の作品
※ 2025年7月1日（2025年8月号）現在。
- 生徒諸君! Kids（庄司陽子）：2019年8月号[8] -
- 星降る王国のニナ（リカチ）：2019年11月号[9] -
- この恋、茶番につき!?（山中梅鉢）：2020年11月号[10] -
- 海自とおかん（上田美和）：2021年12月号[11]、2022年5月号 - ※読み切り[11]から連載
- かまくらBAKE猫倶楽部（五十嵐大介）：2022年7月号 -
- みっしょん!!（入江喜和）：2023年6月号[12] -
- ちはやふる plus きみがため（末次由紀）：2024年1月号[13] -
- 嫁食い（夢殿ミモザ）：2024年6月号[14] -
- 恋スルシカク（南波あつこ）：2024年7月号[15] -
- 私たちはどうかしている 妻恋い（安藤なつみ）：2024年8月号[16] -
- 世界の果ては深愛（中野まや花）：2025年1月号[17] - ※『Palcy』と同時連載[17]
- カツオブシ・ロマンチカ（織田涼）：2025年3月号[18] -
- やわはだに春雷（アサダニッキ）：2025年5月号[19] -
- 香国の下剋上（原作：江坂純、漫画：鈴宮ユニコ）：2025年8月号[20] -
- 幻炎の城のナビン（慎結）：2025年8月号[20] -

### 連載終了作品

#### 1980年代開始
- 北回帰線（里中満智子）：1980年11月号(創刊号) - 1984年7月3日号[注 1]
- 桜桃（）物語（立原あゆみ）：『BE・LOVE』1980年11月号(創刊号) - 1986年8月5日号、『BE・LOVEペア』1987年1月号 - 1991年8月号[注 2]
- Let's豪徳寺!（庄司陽子）：1981年[29]9月号[30] -
- 普通の二人（辻村弘子）：1982年5月号 -
- 耳元の殺意（伊万里すみ子）：1983年23号 - 1984年3号
- On Time（森谷幸子）：1984年2号 -
- 悪女（深見じゅん）：1988年4号 - 1997年10号
- ふくふくふにゃ〜ん（こなみかなた）：1988年 - 2017年3号[31]←『Me』より移籍[32]
- ギャルボーイ!（中村真理子）：1988年24号 - 1998年12号
  - 新ギャルボーイ!（中村真理子）：1998年16号 - 2001年16号

#### 1990年代開始
- 家庭の2乗（河あきら）：1991年3号 -
- エンジェル日誌（ごとう和）：1992年19号 - 2003年
- カーテン・コール（三原陽子）：1993年7号 - 1999年19号
- ぴくぴく仙太郎（布浦翼）：1993年12号 - 2011年22号
- ガイアの娘（庄司陽子）：1995年17号 - 1996年17号
- 永遠の誘惑（前原滋子）：1998年6号 - 2008年3号

#### 2000年代前半開始
- やめるもんかっ!（原作：衿野未朱、漫画：三原陽子）：2000年3号 - 2001年10号
- はぁと♡ヘルパー（原作：佐藤文香、漫画：清水康代）：2001年4号 - 2003年13号
  - 新はぁと♡ヘルパー（原作：佐藤文香、漫画：清水康代）：2003年22号 -
- バラと最悪の魂（高口里純）：2002年3号 - 2003年20号
- コンシェルジュ（楠木あると）：2002年11号 - 2002年19号
- モモ缶（しらかわきくの）：2003年12号 - 2010年10号
- ちょっと美人ドクター?（若林美樹）：2003年18号 - 2006年6号←『BE・LOVEパフェ』
- 東京ぬりえきせかえ（深見じゅん）：2003年18号 - 2005年5号
- 紅匂ふ（大和和紀）：2003年19号 - 2007年10号
- ピアニシモでささやいて 〜第二楽章〜（石塚夢見）：2003年22号 - 2006年8号
- 楽園ぴぃぽぅ（ごとう和）：2003年23号 - 2004年23号
- ガラスの椅子（中村真理子）：2004年18号 - 2006年23号

#### 2000年代後半開始
- だいすき!! ゆずの子育て日記（愛本みずほ）：2005年6号 - 2012年4号
  - ひまわり!! それからのだいすき（愛本みずほ）：2012年10号 - 2016年8号[33]
  - それからの菊花ちゃん〜ひまわり!! それからのだいすき〜番外編（愛本みずほ）番外編2016年16号
- くるみ（深見じゅん）：2005年12号 - 2009年17号
- Lady Love 愛するあなたへ（小野弥夢）：2005年18号 - 2010年1号
- おかめ日和（入江喜和）：2005年21号 - 2013年11号
- 博士の愛した数式（原作：小川洋子、漫画：くりた陸）：2006年1号 - 4号
- 宮廷女官 チャングムの誓い（三原陽子）：2006年3号 - 22号
- 陽気なギャングが地球を回す（原作：伊坂幸太郎、漫画：耕野裕子）：2006年7号 - 9号
- アイシテル〜海容〜（伊藤実）：2006年19号 - 2007年4号
  - アイシテル〜絆〜（伊藤実）：2010年10号 - 2010年19号
- お料理の守護霊（竹田真理子、料理監修：渡邊香春子）：2007年2号 - 2007年7号
- 純情のススメ（若林美樹）：2007年4号 - 2008年10号
- いってきます（くりた陸）：2007年8号 - 13号
- ハルちゃんの恋歌（星野めみ）：2007年9号 - 2008年5号
- 壊れた脳 生存する知（原案：山田規畝子、漫画：成瀬涼子）：2007年14号 - 2007年17号
- 象の背中 妻の手紙（原作：秋元康、漫画：美咲さくや）：2007年14号 - 19号
- おしみなく緑ふる（石塚夢見）：2007年15号 - 19号
- 密月（中村真理子）：2007年18号 - 2009年1号
- あやめ40's（原作：平林幸恵、漫画：三原陽子）：2007年20号 - 2008年1号
- ハロウィンの恋人（万里村奈加）：2007年20号 - 2008年2号
- コルティジャーナ・オネスタ（庄司陽子）：2007年21号 - 2007年24号
- ネットショップへようこそ（赤羽みちえ）：2008年1号 - 10号
- ちはやふる（末次由紀）：2008年2号 - 2022年9月号[34]
- プリンセス オン アイス（塀内夏子）：2008年5号 - 2009年2号
- イワンのばか（秋本尚美）：2008年7号 - 2008年9号
- ゼフィルスの森（大和和紀）：2008年8号 - 13号
- せんせいの通知表（原案：宮本延春、漫画：ふじや奈央）：2008年8号 -
- 君がくれた太陽（松尾しより）：2008年10号 - 2008年20号
- ねこしつじ（桑田乃梨子）：2008年10号 - 2013年8号
- チィ寮母（伊藤実）：2008年11号 - 24号
- 晴れ ときどき アスペルガー（原作：今村志穂、漫画：ごとう和）：2008年18号 - 23号
- 岸辺のアルバム（原作：山田太一、漫画：吉田まゆみ）：2008年20号 - 2009年9号
- 何度もあなたに恋をする（真柴ひろみ）：2008年24号 - 2009年5号
- クーベルチュール（末次由紀）：2009年2号 - 2014年21号
- 華咲ける國のオトメ 〜英國紳士と出会う〜（松苗あけみ）：2009年2号 -
- 源博士の異常な××（寄田みゆき）：2009年4号 - 2011年5号
- 天誅上等!! -金時坂マンション裏組合-（富永裕美）：2009年5号 - 2009年7号、2009年11号 - 2009年13号
- これ…事件だと思います 〜漫画家探偵・万里村〜（万里村奈加）：2009年6号 - 2009年8号
- 佐藤さんちの経済学（立花実枝子）：2009年12号 -
- 銀座タンポポ保育園（くりた陸）：2009年13号 - 2009年18号
- 御霊振り（山本まゆり）：2009年14号 - 2010年5号
- ゴーガイ！ 岩手チャグチャグ新聞社（飛鳥あると）：2009年14号 - 2009年20号、2016年3号[35] - 2016年16号[36] ※シリーズ[35]
- 晴太郎日記 いっしょに歩こう（原案：柴田理恵、漫画：國廣幸亜）：2009年15号 - 2010年4号
- レッド・リン-紅い梅と蒼い梅-（中村真理子）：2009年17号 - 2011年4号
- イシュタルの娘〜小野於通伝〜（大和和紀）：2009年18号 - 2017年22号[37]

#### 2010年代前半開始
- みみっく（深見じゅん）：2010年1号 - 2012年24号
- あたしたちの童話（真柴ひろみ）：2010年2号 - 2010年4号
- 屍活師 女王の法医学（杜野亜希）：2010年3号 - 2018年18号[38]
- シベリア鉄道ハネムーン-9300キロ乗りっぱの旅-（かわむらゆきか）：2010年6号 -
- 妄想ツアーズ-大人たちの工場見学-（瀬川麻里）：2010年7号 -
- 極上スパイス（山崎みちよ）：2010年11号 -
- えへん、龍之介。（松田奈緒子）：2010年15号 - 2010年17号、2011年4号 - 2011年6号
- スキップ！〜やまびこ駅だより〜（しらかわきくの）：2010年15号 - 2012年10号
- ハッピー! ハッピー♪（波間信子）：2010年19号 - 2021年1月号[39]
- 一丁目の心友たち（大久保ヒロミ）：2010年21号 - 2011年8号
- 子育てたんたん 愛と妄想のヲタ育児日記（南国ばなな）：2011年3号 -
- どこまで行けるかな？（藤末さくら）：2011年4号 - 2012年2号
- 生徒諸君! 最終章・旅立ち（庄司陽子）：2011年8号 - 2019年4月号[40]
- 住職系女子 諸行無常の坊さんガール（竹内七生）：2011年9号 - 2015年6号
- 明治緋色綺譚（リカチ）：2011年10号 - 2014年13号、番外編2014年14号
- アイスクリン強し（原作：畠中恵、漫画：宇野ジニア）：2011年15号 - 2012年4号
- 最果てアーケード（原作：小川洋子、漫画：有永イネ）：2011年15号 - 2012年3号
- 箱庭ヘブン（羽柴麻央）：2011年16号 - 2013年16号
- ロンリープラネット（売野機子）：2011年16号 - 2011年21号
- ヤンデカ（寄田みゆき）：2011年17号 - 2012年11号
- 放課後カルテ（日生マユ）：2011年18号 - 2018年11号、2024年11月号[41]、2024年12月号 ※月1連載、2024年の掲載は短期集中連載[41]
- エア彼（大久保ヒロミ）：2012年1号 - 21号
- 春夏秋冬Days（藤末さくら）：2012年8号 - 2014年11号
- おたおたアメリカーナ〜ゼロからのアメリカ留学〜（真井まあの）：2012年10号 -
- かみのすまうところ。（有永イネ）：2012年15号 - 2013年23号
- ナビガトリア（アサダニッキ）：2012年15号 - 2014年19号
- ヒヤマケンタロウの妊娠（坂井恵理）：2012年17号 - 2012年23号
  - ヒヤマケンタロウの妊娠 育児編（坂井恵理）：2019年9月号[42] - 2020年10月号
- まりもライフ（しらかわきくの）：2012年22号 -
- おんなのいえ（鳥飼茜）：2013年2号 - 2016年18号[43]
- 記憶博物館 memento（飛鳥あると）：2013年3号 -
- 修羅のドレス（寄田みゆき）：2013年5号 - 2014年5号
- SUPER G（深見じゅん）：2013年8号 - 2015年1号
- 赤ちゃんのホスト（丘上あい）：2013年9号 - 2016年16号[44]
- ケモノみち（山浦サク）：2013年10号 - 2014年13号
- ゆるゆるデトックス太極拳（瀬川麻里）：2013年11号 - 2014年2号
- ハロー姉妹（南国ばなな）：2013年16号 - 2015年20号
- たそがれたかこ（入江喜和）：2013年17号 - 2017年11号[45]
- あさめしまえ（北駒生）：2013年18号 - 2015年16号 ※「あさめしまえ おかわり!」を2018年18号に掲載
- 人は見た目が100パーセント（大久保ヒロミ）：2014年1号 - 2015年23号[46]、2017年7号[47] - 2017年12号[48]
- あとかたの街（おざわゆき）：2014年2号 - 2015年18号
- 箱の中のいつかの海（鈴木有布子）：2014年3号 - 2014年7号
- ガール・ミーツ・オールドボーイ（如月園）：2014年6号 - 2014年8号
- すくってごらん（大谷紀子）：2014年10号 - 2015年2号
- おかあさんとごいっしょ（逢坂みえこ）：2014年12号読み切り、2014年16号 - 2015年5号
- うちのセンセイ（花塚由）：2014年15号 - 2015年24号
- 明治メランコリア（リカチ）：2014年17号 - 2017年9号[49]

#### 2010年代後半開始
- ハイジと山男（安藤なつみ）：2015年2号 - 2015年18号
- 亀のジョンソン（大島安希子）：2015年3号 - 2016年12号[50]
- はっちゃん、またね 多発性骨髄腫とともに生きた夫婦の1092日（池沢理美）：2015年8号 - 2015年22号[51]
- さんかく屋根街アパート（藤末さくら）：2015年9号 - 2016年22号
- 鏡の前で会いましょう（坂井恵理）：2015年17号 - 2016年12号[50]
- アトリエ777（きら）：2015年20号 - 2017年8号[52]
- ゼイチョー!〜納税課第三収納係〜（慎結）：2016年4号[53] - 2017年6号
- 母はハタチの夢を見る（逢坂みえこ）：2016年5号[54] - 2016年10号[55] ※短期集中連載[53]
- おこしやす、ちとせちゃん（夏目靫子）：2016年10号[55] - 2024年5月号[56]
- 傘寿まり子（おざわゆき）：2016年12号[50] - 2021年7月号[57]
- 廻り暦（鈴木有布子）：2016年12号[58] - 2017年8号 ※シリーズ[58]
- ピーチガールNEXT（上田美和）：2016年17号[59] - 2020年2月号
- ネコろび八起き（丘上あい）：2016年18号[43] - 2017年8号[52]
- 私たちはどうかしている（安藤なつみ）：第1部 2016年24号[60] - 2018年16号、第2部 2018年19号 - 2021年9月号
  - 私たちはどうかしている 新婚編（安藤なつみ）：2022年1月号[11] - 2023年3月号[61]
- ぼくの素晴らしい人生（愛本みずほ）：2017年2号[62] - 2019年5月号 ※月刊化前は月1連載
- スーと鯛ちゃん（こなみかなた）：2017年3号 - 2025年5月号[19]
- 真昼のポルボロン（糸井のぞ）：2017年4号[63] -
- 少女マンガはお嫌いですか？（森田羊）：2017年10号[64] - 2017年23号[65]
- 雲一族と泥ガール（三月えみ）：2017年12号[48] - 2018年17号[66]
- 昭和ファンファーレ（リカチ）：2017年14号[67] - 2019年7月号[68]
- 花コイ少年（重松成美）：2017年15号[69] - 2018年3号[70]
- ちはやふる 中学生編（原作：時海結以、原案：末次由紀、漫画：遠田おと）：2017年21号[71] - 2018年22号
- 空飛ぶタイヤ（原作：池井戸潤、大谷紀子）：2017年24号[72] - 2018年12号[73]
- うつ妊！ 〜私、妊娠しちゃダメですか？〜（月ヶ瀬ゆりの、監修：ゆうきゆう）：2018年1号[74] - 2019年5月号[75]
- 世にも不実なピアノソナタ（欧坂ハル）：2018年2号[76] - 2019年5月号
- ゆりあ先生の赤い糸（入江喜和）：2018年5号[77] - 2022年10月号[78]
- オオカミの住処（藤末さくら）：2018年10号[79] - 2020年7月号
- 能面女子の花子さん（織田涼）：2018年16号[80] - 2023年10月号←『ITAN』より移籍[80]
- 新大久保で会いましょう（香穂）：2018年17号[66] - 2019年8月号[8]
- ナマケものがナマケない（岡田卓也）：2018年17号[66] - 2024年12月号[81] ※不定期掲載
- ブレードガール〜片脚のランナー〜（重松成美）：2018年18号[38] - 2019年8月号[8]
- ニコ色のキャンバス（式田奈央）：2018年19号[82] - 2019年11月号[9]
- おっさんずラブ（山中梅鉢）：2018年22号[83] - 2020年3月号[84] ※月1連載[83]
- かぞくを編む（慎結）：2018年22号[83] - 2019年11月号[9]
- 私の正しいお兄ちゃん（モリエサトシ）：2018年23号[85] - 2020年6月号
- ほぼねこ 〜私のお母さんには肉球がある〜（三津キヨ）：2019年4月号[40] - 2020年1月号[86]→『コミックDAYS』[86]
- H/P ホスピタルポリスの勤務日誌（杜野亜希）：2019年6月号[87] - 2021年6月号
- 水晶の響（斉藤倫）：2019年6月号[87] - 2021年5月号[88]
- 幽体門（庄司陽子）：2019年6月号[87] - 2021年3月号
- おちたらおわり（すえのぶけいこ）：2019年7月号[68] - 2023年10月号
- 清少納言と申します（PEACH-PIT）：2019年9月号[42] - 2024年6月号[89]

#### 2020年代開始
- 人事のカラスは手に負えない（大谷紀子）：2020年3月号[84] - 2021年9月号
- いま「余生」って言いました？（アキヤマ香）：2020年5月号[90]、2020年12月号[90] - 2023年3月号 ※読み切りから連載化[90]
- 暴力亭主から逃れる10の方法（斎藤かよこ）：2020年7月号 - 2021年2月号
- されど愛しきお妻様（原作：鈴木大介、漫画：上田美和）：2020年8月号[91] - 2021年3月号
- 恋じゃないなら名前をつけて（篠丸のどか）：2020年9月号[92] - 2022年5月号
- 運命の皇帝（原作：貴嶋啓、漫画：望月桜、キャラクターデザイン原案：くまの柚子）：2021年4月号 - 2022年4月号
- やめちまえ!PTAって言ってたら会長になった件（斎藤かよこ）：2021年4月号 - 2022年3月号
- なないろ探訪記（日生マユ）：2021年6月号[88] - 2023年7月号
- 西園寺さんは家事をしない（ひうらさとる）：2021年10月号[93] - 2024年7月号[15]
- 東大くんと元ギャルさん〜格差婚ロワイヤル〜（あいだ夏波）：2021年10月号[93] - 2023年5月号→『Palcy』[94]
- 月読くんの禁断お夜食（アサダニッキ）：2022年2月号[95] - 2024年10月号[96]
- またのお越しを（おざわゆき）：2022年2月号[97] - 2025年6月号[98]
- このご縁、迷惑です（なつみ理奈）：2022年6月号[99] - 2022年8月号
- パルファム（原作：有沢ゆう希、漫画：加藤羽入）：2022年6月号[99]→連載終了[100]
- 花嫁のれん（原作：小松江里子、漫画：岡峯有衣子）：2022年9月号[101] - 2023年7月号
- たちつて東大（斎藤かよこ）：2022年10月号[78] - 2023年9月号
- 天使の警醒ー16年後に目覚めた私ー（斉藤倫）：2022年12月号[102] - 2025年6月号[98]
- 転生勇者は女子高生!?〜魔王の溺愛に困ってます〜（阿仁谷ユイジ）：2022年12月号[102] - 2023年3月号→『Palcy』[103]
- ハコニワノイエ（小森江莉）：2023年2月号 - 2025年6月号[104]
- 吉原ボーイズとモラルガール！ 〜フラれまくったアラサーが逆転吉原で女子の幸せお手伝いします。〜（鶴ゆみか）：2023年3月号[61] - 2024年7月号[105]
- エネ夫デスゲーム 〜奈落の底の夫婦たち〜（原作：六反りょう、作画：最上蛍）：2023年6月号[12] - 2024年9月号[106]
- きみが誰でも愛してる（萩原ケイク）：2023年7月号[107] - 2025年6月号[98]
- キリングライン（モリエサトシ）：2023年7月号[107] - 2025年7月号[108]
- 僕の騎士の内藤さん（目野真琴）：2023年9月号 - 2024年11月号[41] ※読み切りから不定期連載[109][110]
- 私たちが目を澄ますとき、（詠里）：2023年9月号 - 2023年11月号 ※短期集中連載[111]
- ンめねこ（しりもと）：2025年5月号[112] - 2025年7月号[113] ※短期集中連載[114]

#### 開始時期不明
- 3・2・1で月が降る（石塚夢見）
- 女王聖典レイヌ（いがらしゆみこ）： - 1991年2号
- 少しは、恩返しができたかな（原作：北原美貴子、原作構成：大橋照子、漫画：竹田真理子）
- 続・お姑さまといわれても（西尚美）
- チークレット らぶ（小橋もと子）[115]
- 友だち気分＋α（辻村弘子）： - 1983年23号
- 美世子の奇跡（西尚美）
- RESET -リセットnew-（山本まゆり）

#### WEB
- 妊娠17ヵ月（坂井恵理）：2013年11月 - 2014年7月

### 姉妹誌連載作品

#### BE・LOVEパフェ
- お姑さまといわれても（西尚美）：1999年9月号 - 2003年6月号
- 女主人のランチタイム（森谷幸子）：1999年4月号 - 2002年10月号
- ふつつかすぎる嫁ですが（若林美樹）：1996年11月号 - 1998年10月号
- ちょっと美人ドクター?（若林美樹）：2001年3月号 - 2003年6月号→『BE・LOVE』
- アザミノーゼトライアングル（庄司陽子）：2002年3月号 - 2003年2月号

## 映像化

### アニメ化
| 作品                     | 放送年          | アニメーション制作 | 備考                                    |
| ------------------------ | --------------- | ------------------ | --------------------------------------- |
| ちはやふる               | 2011年（第1期） | マッドハウス       |                                         |
| ちはやふる               | 2013年（第2期） | マッドハウス       | タイトルは「ちはやふる2」。OVAが1話ある |
| ちはやふる               | 2019年（第3期） | マッドハウス       | タイトルは「ちはやふる3」               |
| おこしやす、ちとせちゃん | 2018年          | ギャザリング       |                                         |
| 星降る王国のニナ         | 2024年          | シグナル・エムディ |                                         |

### 実写化
| 作品                            | 放送年                                 | 制作                                           | 備考                                                                     |
| ------------------------------- | -------------------------------------- | ---------------------------------------------- | ------------------------------------------------------------------------ |
| 悪女                            | 1992年（第1作）                        | 読売テレビ                                     |                                                                          |
| 悪女                            | 2022年（第2作）                        | 日本テレビ                                     | タイトルは「悪女〜働くのがカッコ悪いなんて誰が言った?〜」                |
| ギャルボーイ!                   | 1997年                                 | N/A                                            |                                                                          |
| 空への手紙                      | 1999年                                 | TBS、総合企画アンテンヌ                        |                                                                          |
| 生徒諸君!教師編                 | 2007年                                 | ABC・テレビ朝日                                | タイトルは「生徒諸君!」。原作シリーズの第1部と同名だが、教師編のドラマ化 |
| だいすき!! ゆずの子育て日記     | 2008年                                 | TBS、ドリマックス・テレビジョン                | タイトルは「だいすき!!」                                                 |
| リセット                        | 2009年（スペシャル）                   | 読売テレビ                                     | タイトルは「RESET」                                                      |
| リセット                        | 2009年（連続ドラマ）                   | 読売テレビ                                     | タイトルは「RESET」                                                      |
| アイシテル〜海容〜              | 2009年                                 | 日本テレビ                                     |                                                                          |
| アイシテル〜絆〜                | 2011年（スペシャル）                   | 日本テレビ                                     | 『アイシテル〜海容〜』の続編                                             |
| 屍活師 女王の法医学             | 2013年（フジテレビ版）                 | 共同テレビジョン                               | タイトルは「屍活師〜女王の法医学〜」                                     |
| 屍活師 女王の法医学             | 2021年（テレビ東京版 スペシャル第1期） | テレパック                                     | タイトルは「女王の法医学〜屍活師〜」                                     |
| 屍活師 女王の法医学             | 2022年（テレビ東京版 スペシャル第2期） | テレパック                                     | タイトルは「女王の法医学〜屍活師〜2」                                    |
| 屍活師 女王の法医学             | 2023年（テレビ東京版 スペシャル第3期） | テレパック                                     | タイトルは「女王の法医学〜屍活師〜3」                                    |
| 人は見た目が100パーセント       | 2017年                                 | フジテレビ第一制作センター                     |                                                                          |
| 私たちはどうかしている          | 2020年                                 | 日本テレビ、トータルメディアコミュニケーション |                                                                          |
| 月読くんの禁断お夜食            | 2023年                                 | テレビ朝日、ザフール（協力）                   |                                                                          |
| ゼイチョー!〜納税課第三収納係〜 | 2023年                                 | AX-ON（協力）                                  | タイトルは「ゼイチョー 〜「払えない」にはワケがある〜」                  |
| ゆりあ先生の赤い糸              | 2023年                                 | テレビ朝日、KADOKAWA（協力）                   |                                                                          |
| 西園寺さんは家事をしない        | 2024年                                 | TBSスパークル、TBSテレビ                       |                                                                          |
| 放課後カルテ                    | 2024年                                 | オフィスクレッシェンド（協力）                 |                                                                          |

| 作品                   | 配信年 | 制作             | 備考 |
| ---------------------- | ------ | ---------------- | ---- |
| ヒヤマケンタロウの妊娠 | 2022年 | AOI Pro.（協力） |      |

| 作品           | 公開年           | 配給             | 備考                              |
| -------------- | ---------------- | ---------------- | --------------------------------- |
| Let's豪徳寺!   | 1987年           | 松竹             |                                   |
| ちはやふる     | 2016年（第1部）  | 東宝             | タイトルは「ちはやふる -上の句-」 |
| ちはやふる     | 2016年（第2部）  | 東宝             | タイトルは「ちはやふる -下の句-」 |
| ちはやふる     | 2018年（完結編） | 東宝             | タイトルは「ちはやふる -結び-」   |
| すくってごらん | 2021年           | ギグリーボックス |                                   |

## 姉妹誌・増刊誌
- BE・LOVEペア

1983年、『BE・LOVE』の増刊『び〜らぶペア』として創刊。読切作品を中心に掲載。後に月刊（前月8日発売）となる。1993年11月8日発売の12月号を最後に休刊。
- BE・LOVEパフェ

月刊。毎月26日発売。1987年創刊。2003年4月26日発売の6月号を最後に休刊。その後、増刊号として刊行された。
- BE・LOVEナイトメア

『BE・LOVEペア』の特別増刊として1990年に創刊。1991年に休刊。
- BE・LOVEブライダル
- BE・LOVE ミステリー

1989年創刊、1992年休刊。
- BE・LOVEパイン

1990年創刊、1992年休刊。

## コミックスレーベル
創刊当初は母体誌のレーベルであるヤングレディKC(YLKC)に収録され、独立創刊後1990年代初頭までは独自レーベルであるBE・LOVE KC(BLKC)を発行。いずれもB6判であった。
現在は新書判コミックスを発行。KC BLと表記。正式な表記は講談社コミックス BE LOVEであるものの、妹雑誌であるKCなかよしやKCフレンドと似たデザインを採用されていた。単行本によって、特徴的な二段組みKとCが上下に間に掲載誌の名前で入っているものの、文字のみの作品も存在する。

## 関連人物
- 工富保 - 編集長経験者。

## 発行部数
- 2003年9月1日 - 2004年8月31日、206,875部[120]
- 2004年9月 - 2005年8月、203,750部[120]
- 2005年9月1日 - 2006年8月31日、199,292部[120]
- 2006年9月1日 - 2007年8月31日、194,333部[120]
- 2007年10月1日 - 2008年9月30日、185,667部[120]
- 2008年10月1日 - 2009年9月30日、173,125部[120]
- 2009年10月1日 - 2010年9月30日、153,792部[120]
- 2010年10月1日 - 2011年9月30日、137,044部[120]
- 2011年10月1日 - 2012年9月30日、125,632部[120]
- 2012年10月1日 - 2013年9月30日、120,405部[120]
- 2013年10月1日 - 2014年9月30日、115,850部[120]
- 2014年10月1日 - 2015年9月30日、108,566部[120]
- 2015年10月1日 - 2016年9月30日、102,646部[120]
- 2016年10月1日 - 2017年9月30日、92,872部[120]
- 2017年10月1日 - 2018年9月30日、84,007部[120]
- 2018年10月1日 - 2019年9月30日、70,931部[120]
- 2019年10月1日 - 2020年9月30日、55,858部[120]
- 2020年10月1日 - 2021年9月30日、48,750部[120]
- 2021年10月1日 - 2022年9月30日、41,023部[120]
- 2022年10月1日 - 2023年9月30日、37,367部[120]
- 2023年10月1日 - 2024年9月30日、33,273部[120]